# Refúgio Monte Branco
O refúgio Monte Branco  fica a 1 700 m no vale de Aosta na comuna de Courmayeur no lado italiano do maciço do Monte Branco.

## História
O primeiro refúgio foi construído já em 1952, para facilitar o acesso ao Monte Branco e as últimas reparações tiveram lugar em 2003.

## Acesso
Dispondo de 56 logares, o seu acesso é fácil  pela estrada que passa pelo vale Vény